# Rebadging
Redenumirea (cunoscut și ca rebadging) în industria automobilistică este o formă de segmentare a pieței folosită de producătorii de automobile din întreaga lume. Atunci când un producător auto dorește să își diversifice gama, în loc să proiecteze un nou model sau marcă (care poate implica costuri și riscuri mari), acesta va aplica noua siglă sau marcă unui model deja existent de la alt producător. Rebadging-ul mai este cunoscut și sub numele de rebranding și badge engineering; acesta din urmă este o denumire intenționat ironică, în sensul că are loc foarte puțin sau deloc inginerie reală.